# Tillandsia recurvifolia
Tillandsia recurvifolia là một loài thuộc chi Tillandsia. Đây là loài bản địa của Bolivia và Brasil.

## Giống
- Tillandsia 'Cotton Candy'
- Tillandsia 'Flaming Cascade'
- Tillandsia 'Flaming Spire'
- Tillandsia 'Gildora'
- Tillandsia 'Houston'
- Tillandsia 'Mystic Circle'
- Tillandsia 'Ned Kelly'
- Tillandsia 'Oboe'
- Tillandsia 'Really Red'
- Tillandsia 'Southern Cross'
- Tillandsia 'White Star'